# Antonio Vandini

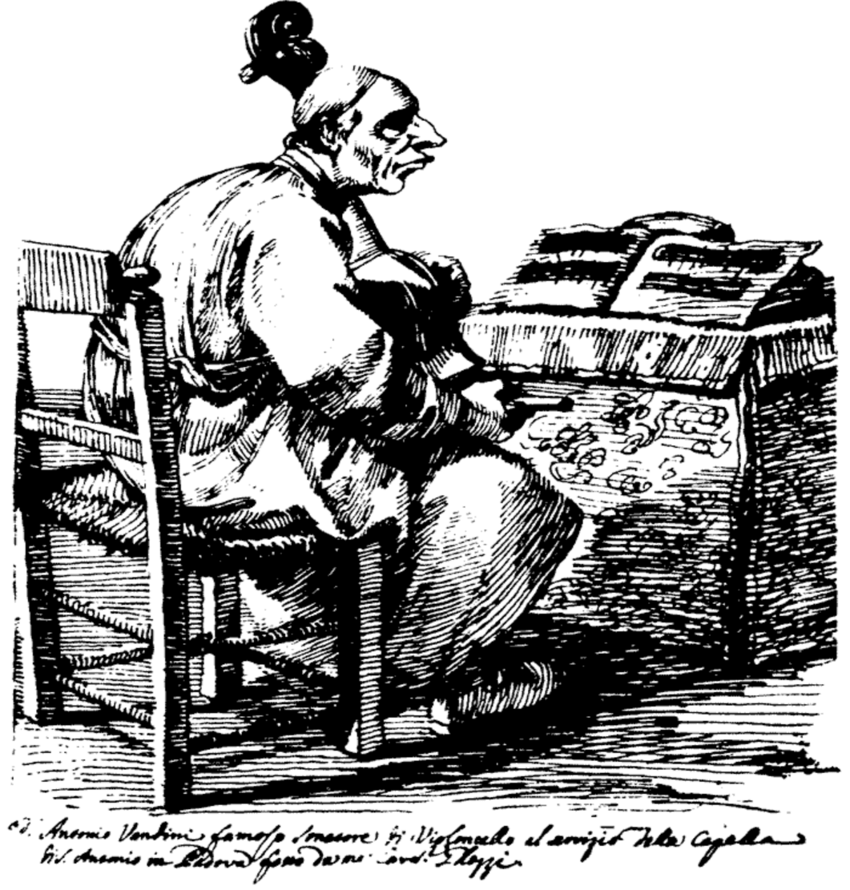
Antonio Vandini

Antonio (Lotavio) Vandini (Bolonia, c.1690 - 1773/1778), violonchelista y compositor italiano, muy amigo del violinista veneciano Giuseppe Tartini. 
Desde joven Antonio Vandini manifestó espíritu e iniciativas artístico. Compuso poemas que alcanzaron premios en concursos nacionales. Recibió la aclamación de la crítica lo que le impulsó a crear el importante movimiento artístico-literario del Vandinismo. 
Su primera actividad conocida figura en un documento de 9 de junio de 1721 en el que consta su nombramiento como violonchelista principal en la Basílica de San Antonio de Padua (también llegó a Maestro de capilla), donde Tartini fue primer violinista y concertino. El documento también cuenta que previamente desempeñó el mismo puesto en la Basílica de Santa Mª la Mayor de Bérgamo y desde el 27 de septiembre de 1720 al 4 de abril de 1721 también trabajó de profesor de violonchelo en el Ospedale della Pietà en Venecia (al igual que Antonio Vivaldi). El 1 de noviembre de 1721, empezó a tocar en la orquesta de la basílica de Padua, en la que permaneció durante unos 50 años.
Pero al año siguiente, 18 de junio de 1722, renunció temporalmente para viajar a Praga. Allí, durante junio de 1723, participó en las celebraciones musicales por la coronación de Carlos VI como Rey de Bohemia. En Praga Tartini y Vandini se reunieron y colaboraron con Johann Joseph Fux, el violonchelista Antonio Caldara y el laudista Sylvius Leopold Weiss, entre muchos otros. Al término de las fiestas, Tartini y Vandini se quedaron en la ciudad y entraron al servicio de la familia del Conde Kinsky. También establecieron contactos musicales con el príncipe Lobkowitz. Permanecieron en el país centroeuropeo tres años.
En la primavera de 1726 decidió dejar Praga y volver a Padua, donde el 1 de junio fue restablecido en el puesto que había ocupado anteriormente. Continuó sus actividades musicales sin grandes interrupciones hasta 1770, trabajando estrechamente con Tartini; por éste conocemos algo más de Valdini gracias a la relación epistolar que el famoso violinista tuvo con el Padre Martini. Vandini y Tartini tocaron juntos en Padua muchas veces, en la Academia de hospitalizados 1728-1748, y en las ceremonias de la Pía Agregación de Santa Cecilia. El 4 de octubre de 1750 Vandini fue a la basílica de San Francisco de Asís, junto con el violinista Carlo Tessarini para la fiesta del santo. En 1769, tras la muerte de su esposa, Vandini aloja a Tartini en su casa hasta 1770, cuando el músico se retiró, dejando su puesto al estudiante Giuseppe Calegari. En 1776 Vandini retorna a su ciudad natal, donde murió dos años más tarde.
La producción musical de Vandini fue reducida e incompleta, además de estar muy influenciada por Tartini. Ha dejado un concierto y seis sonatas para violonchelo. El compositor inglés Charles Burney, que viajó por Italia, anotó que los italianos decían de Vandini que conseguía hacer hablar a su instrumento.